# Aptilotus spatulatus
Aptilotus spatulatus är en tvåvingeart som beskrevs av Marshall 1983. Aptilotus spatulatus ingår i släktet Aptilotus och familjen hoppflugor. Inga underarter finns listade i Catalogue of Life.